# Pokémon Sleep
Pokémon Sleep es un juego para móviles Android e iOS de la saga Pokémon. Fue desarrollado por el estudio japonés Select Button, con la ayuda del desarrollador de Pokémon Go, Niantic, y publicado por The Pokémon Company. Tsunekazu Ishihara lo anunció el 28 de mayo de 2019, que era director ejecutivo (CEO) de la empresa The Pokémon Company en esas fechas, durante una conferencia de prensa celebrada en Tokio, así como en la cuenta oficial de Twitter de la compañía. Tenían planificado lanzar el juego en 2020, pero no se volvió a hablar de él hasta 2021.
El juego rastrea la cantidad de tiempo que un usuario duerme, usando el acelerómetro del accesorio externo Pokémon Go Plus+ y comunica los datos al dispositivo móvil del usuario por Bluetooth en relación con el sueño. Aunque los detalles específicos del juego no se han revelado, The Pokémon Company ha prometido que consistiría en convertir «dormir en entretenimiento» de una manera similar a la que funcionan otros juegos para móviles de Pokémon, Pokémon Go y Pokémon Smile, en lo que a caminar y lavarse los dientes se convierten en entrenamiento, respectivamente.